# Sila (mitologia)
Sila – w wierzeniach staroarabskich (przed islamem) demoniczna wiedźma zamieszkująca pustynię, dżinn w kobiecej postaci. 
Według ludowych opowieści sile często poślubiają mężczyzn i nawet rodzą im dzieci.